# Megali Ellines
Als Megali Ellines (griechisch Μεγάλοι Έλληνες, Große Griechen) bezeichnet man eine 2009 vom griechischen Fernsehsender Skai TV durchgeführte Abstimmung, um die größten Griechen aller Zeiten zu ermitteln. Die Aktion basiert auf "100 Greatest Britons" von der BBC. Das deutsche Gegenstück nennt sich Unsere Besten.

## Die 10 Größten
| Platz | Name                    | Lebenszeitraum      | Bild | Eigenschaft                    |
| ----- | ----------------------- | ------------------- | ---- | ------------------------------ |
| 1     | Alexander der Große     | 356–323 v. Chr.     |      | König, Hegemon und Feldherr    |
| 2     | Georgios Papanikolaou   | 1883–1962           |      | Arzt, Biologe                  |
| 3     | Theodoros Kolokotronis  | 1770–1843           |      | Freiheitskämpfer und Politiker |
| 4     | Konstantinos Karamanlis | 1907–1998           |      | Politiker                      |
| 5     | Sokrates                | 470/469–433 v. Chr. |      | Philosoph                      |
| 6     | Aristoteles             | 384–322 v. Chr.     |      | Philioph, Wissenschaftler      |
| 7     | Eleftherios Venizelos   | 1864–1936           |      | Politiker                      |
| 8     | Ioannis Kapodistrias    | 1776–1831           |      | Diplomat, Politiker            |
| 9     | Platon                  | 427–347 v. Chr.     |      | Philioph                       |
| 10    | Perikles                | 495–429 v. Chr.     |      | Politiker, Strategos           |

## Die Plätze 11 bis 100
| - 11. Mikis Theodorakis (1925–2021) - 12. Constantin Carathéodory (1873–1950) - 13. Melina Merkouri (1920–1994) - 14. Andreas Papandreou (1919–1996) - 15. Nikos Kazantzakis (1883–1957) - 16. Odysseas Elytis (1911–1996) - 17. Homer - 18. Manos Hadjidakis (1925–1994) - 19. Leonidas I (540–480 v. Chr.) - 20. Hippokrates (460–370 v. Chr.) - 21. Pythagoras (570–495 v. Chr.) - 22. Konstantinos Kavafis (1863–1933) - 23. Maria Callas (1923–1977) - 24. Archimedes (287–212 v. Chr.) - 25. Aristoteles Onassis (1906–1975) - 26. Charilaos Trikoupis (1832–1896) - 27. El Greco (1541–1614) - 28. Konstantin XI. (1404–1453) - 29. Giorgos Seferis (1900–1971) - 30. Rigas Feraios (1757–1798) - 31. Aris Velouchiotis (1905–1945) - 32. Ioannis Metaxas (1871–1941) - 33. Nikos Galis (1957–) - 34. Georgios Karaiskakis (1782–1827) - 35. Demokrit (460–370 v. Chr.) - 36. Georgios Gemistos Plethon (1355–1454) - 37. Dionysios Solomos (1798–1857) - 38. Ioannis Makrygiannis (1797–1864) - 39. Adamantios Korais (1748–1833) - 40. Giannis Ritsos (1909–1990) - 41. Themistokles (524–459 v. Chr.) - 42. Heraklit (535–475 v. Chr.) - 43. Thukydides (454–399/396 v. Chr.) - 44. Euklid - 45. Pavlos Melas (1870–1904) - 46. Christodoulos I. (1939–2008) - 47. Athanasios Diakos (1788–1821) - 48. Theodoros Zagorakis (1971–) - 49. Nanopoulos, Dimitri (1948–) - 50. Unbekannter Soldat - 51. Phidias (480–430 v. Chr.) - 52. Aristophanes (446–386 v. Chr.) - 53. Kostis Palamas (1859–1943) - 54. Kosmas von Ätolien (1714–1779) - 55. Manolis Andronikos (1919–1992) | - 56. Sophokles (497–406 v. Chr.) - 57. Nikos Belogiannis (1915–1952) - 58. Cornelius Castoriadis (1922–1997) - 59. Georgios Papandreou (senior) (1888–1968) - 60. Nikolaos Margioris (1913–1993) - 61. Alexandros Panagoulis (1939–1976) - 62. Georgios Papadopoulos (1919–1999) - 63. Epikur (341–270 v. Chr.) - 64. Alexandros Papadiamantis (1851–1911) - 65. Otto von Griechenland (1815–1867) - 66. Vangelis (1943–2022) - 67. Solon (638–558 v. Chr.) - 68. Kleisthenes (570–507 v. Chr.) - 69. Aischylos (525–456 v. Chr.) - 70. Basileios II. (958–1025) - 71. Konstantin der Große (272–337) - 72. Ion Dragoumis (1878–1920) - 73. Konstantinos Simitis (1936–2025) - 74. Nikolaos Plastiras (1883–1953) - 75. Dimitris Mitropoulos (1896–1960) - 76. Theodoros Angelopoulos (1935–2012) - 77. Nikos Xylouris (1936–1980) - 78. Stelios Kazantzidis (1931–2001) - 79. Charilaos Florakis (1914–2005) - 80. Euripides (480–406 v. Chr.) - 81. Karolos Koun (1908–1987) - 82. Justinian I. (482–565) - 83. Apostolos Lazopoulos (1956–) - 84. Herodot (484–425 v. Chr.) - 85. Thanasis Veggos (1927–2011) - 86. Hélène Ahrweiler (1926–) - 87. Katina Paxinou (1900–1973) - 88. Aliki Vougiouklaki (1934–1996) - 89. Markos Vamvakaris (1905–1972) - 90. Grigoris Lambrakis (1912–1963) - 91. Vassilis Tsitsanis (1915–1984) - 92. Pyrros Dimas (1971–) - 93. Manos Loïzos (1937–1982) - 94. Manolis Glezos (1922–2020) - 95. Elena Mouzala - 96. Philipp II. (382–336 v. Chr.) - 97. Dimitris Horn (1921–1998) - 98. Laskarina Bouboulina (1771–1825) - 99. Thales (624–546 v. Chr.) - 100. Praxiteles (390–320 v. Chr.) |  |

## Trivia
- El Greco (27.) erreichte bei der spanischen Ausgabe El Español de la Historia den 55. Platz.
- Sophia von Griechenland wurde bei der spanischen Ausgabe El Español de la Historia auf den 4. Platz gewählt.